# سلسلة جيفورس 40
سلسلة جيفورس 40 هي أحدث عائلة من وحدات معالجة الرسومات (GPUs) المخصصة للمستهلكين التي طورتها شركة Nvidia، وهي الخلف لسلسلة جيفورس 30. تم الإعلان عن السلسلة في 20 سبتمبر 2022 خلال مؤتمر تقنية المعالجات الرسومية (GTC) لعام 2022، وبدأ إطلاقها في 12 أكتوبر 2022 مع طرازها الرائد، RTX 4090.
تعتمد البطاقات على معمارية Ada Lovelace من شركة انفيديا، وتتميز بنوى RT من الجيل الثالث لتتبع الأشعة في الوقت الحقيقي باستخدام التسريع العتادي، بالإضافة إلى نوى Tensor من الجيل الرابع المخصصة للتعلم العميق.

## تفاصيل
الميزات المعمارية لمعمارية Ada Lovelace تشمل ما يلي:
- قدرة الحوسبة CUDA 8.9[3]
- عملية TSMC 4N (5 نانومتر مصممة خصيصًا لشركة Nvidia)**[1]
- نوى Tensor من الجيل الرابع
- تتبع الأشعة من الجيل الثالث مع تتبع الأشعة المتزامن، التظليل والحوسبة
- إعادة ترتيب تنفيذ التظليل (Shader Execution Reordering) تحتاج إلى تفعيلها من قبل المطور[4]
- محرك NVENC مزدوج مع ترميز الأجهزة الثابتة AV1 بدقة 8K، 10 بت، و120 إطارًا في الثانية[5][6]
- جيل جديد من مسرّع التدفق البصري للمساعدة في توليد الإطارات الوسيطة المعتمدة على الذكاء الاصطناعي ضمن DLSS 3.0[7]
- دعم DisplayPort 1.4a و HDMI 2.1

## أنظر أيضا
- سلسلة GeForce 16
- سلسلة GeForce 30
- وحدات معالجة رسومات Nvidia Workstation (المعروفة سابقًا باسم Quadro)
- وحدات معالجة رسومات مركز بيانات Nvidia (المعروفة سابقًا باسم Tesla)